# 스테판 뢰벤
셸 스테판 뢰벤(스웨덴어: Kjell Stefan Löfven, 문화어: 스테판 뢰프벤, 1957년 7월 21일 ~ )은 스웨덴 최초 중도 좌파 정권 총리이며, 2012년 이래 사회민주당의 당수를 지내고 2014년 10월 3일에 제33대 총리에 취임했고 하지만 2018년 9월 9일에 2018년 스웨덴 의회선거에서 재선에 성공을 하여 제34대 총리직에 두번째로 취임을 하였다. 총리와 사회민주당의 당수가 되는 데 앞서 뢰벤은 활동적인 노동조합 조합원으로 활동하기 전에 용접 노동자로 일하였다. 2006년부터 사회민주당의 당수로 선출될 때까지 그는 금속노동조합인 IF 메탈의 의장으로 선출되었다.(노동조합의 임원 및 집행부는 조합원들의 선거로써 선출됨)

## 어린 시절
스테판 뢰벤은 스톡홀름의 아스푸덴 구역에서 태어났다. 그는 태어난지 10달 후에 고아기 되었다. 뢰벤은 후에 솔레프테오 시 순네르스타에서 온 입양가족이 돌보았다. 이 가족이 동의서로써 그의 친모가 친권을 가질 수 있었지만, 친권을 가지지는 않았다. 자신의 형을 만난 후, 스테판은 자신의 성이 뢰벤임을 알았다.
그의 수양 모친 이리스 멜란데르(1929 ~ )가 보건관으로 일한 동안에 그의 수양 부친 투레 멜란데르(1926 ~ 2003)는 벌목공이었다가 공장 노동자로 일하였다. 그는 크람포르스 시에 있는 AMU에서 48주 동안 용접 수업을 받으러 가기 전에 솔레프테오 고등학교에서 수학하였다. 뢰벤은 우메오 대학교에서 사회 복지를 전공하였으나 1년 반 후에 그만두고 말았다.

## 노동 조합원
1976년부터 1977년까지 F4 프뢰쇤 공군 기지에서 공군에 자신의 의무적 군사 복무를 완료한 후, 뢰벤은 1978년 외른스쾰스비크에 있는 헤글룬스에서 용접노동자로서 자신의 경력을 시작하였다. 2년 후, 그는 노동조합의 위원장으로 선출되어 조합원 지위를 향상시켜갔다. 1995년 그는 스웨덴 금속노동조합에서 고용한 민원 조사관으로 시작하여 단체교섭과 국제 정세 분야에서 일하였다.(기업별 노조가 단체교섭을 하는 한국과 달리 스웨덴은 산업별 노동조합이 산별교섭을 하고 있음. 한국도 금속노조가 금속사업자연합회와 산별교섭을 하여 임금인상폭 및 청년실업 해소를 위한 대안을 노동조합과 자본가가 단체교섭 및 합의를 한 내용을 단체협약으로 정했음.) 2001년 그는 금속노동조합의 부위원장으로, 그리고 4년 후 11월 새롭게 조직을 한 금속노동조합 IF 메달의 첫 위원장으로 선출되었다.

## 정치 경력

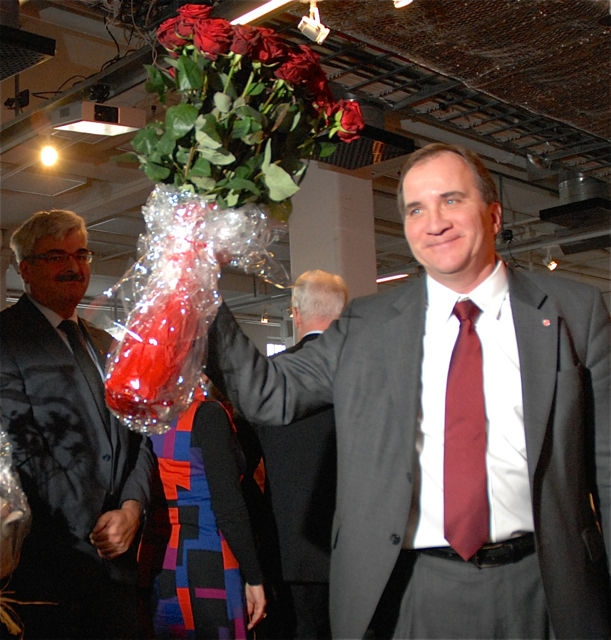
2012년 1월 27일 사회민주당의 새 당수로 선출된 뢰벤

뢰벤은 자신이 13세 이래 사회민주당의 당원을 지내왔고, 자신의 10대 시절에 청소년 연맹 SSU에서 활동적이었다. 뢰벤은 IF 메탈의 위원장이 된지 곧 2006년 사회민주당의 행정 위원회로 선출되었다.

### 사회민주당의 당수
2012년 1월 호칸 유홀트의 사임에 이어 뢰벤이 그의 후임자로서 숙고되어 왔다고 보고되었다. 1월 26일 행정 위원회는 당의 새 당수가 되는 데 뢰벤을 후보로 지정하였다. 1월 27일 뢰벤은 당의 비밀 투표에서 당수로 선출되었다. 뢰벤은 2013년 4월 4일 반년마다의 의회에서 당수로서 확신되었다.
유럽 의회에서 스웨덴에서 온 가장 큰 당으로서 사회민주당원들이 자신들의 직위를 유지한 2014년 유럽 의회 선거를 통하여 뢰벤은 자신의 당을 지도하였다. 하지만, 24.19%의 선거 결과는 2009년 유럽 의회 선거에서 결과보다 약간 하위였으며 유럽 의회에서 당의 의석은 6개에서 5개로 줄어들었고 당의 결과는 1921년 만국의 찬성 투표가 소개된 이래 국내 수준에 선거에서 가장 낮았다.

## 총리 재임

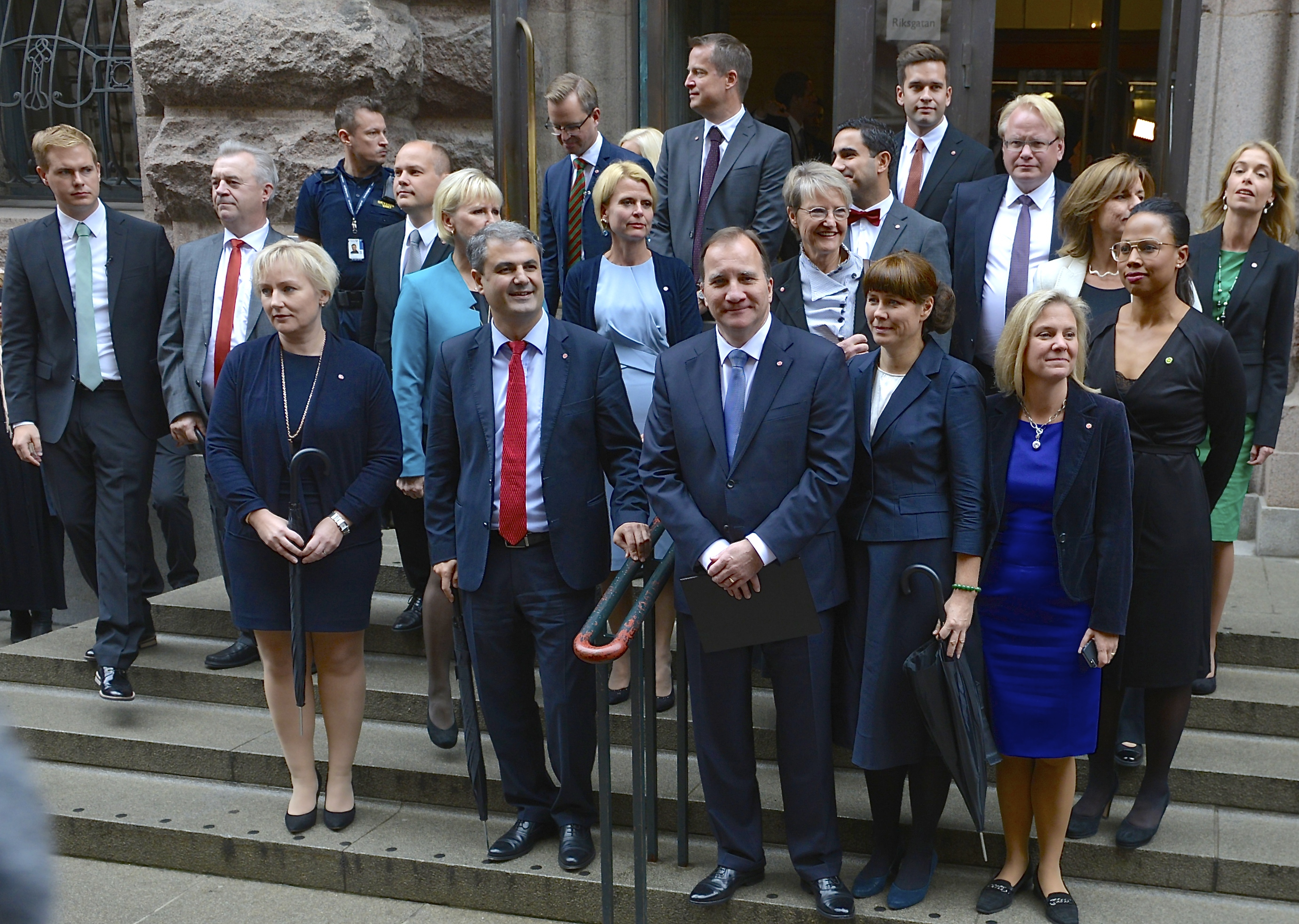
2014년 10월 3일 뢰벤 내각

뢰벤은 매달린 국회에서 결과가 나온 2014년 9월 총선을 통하여 자신의 당을 지도하였다. 30.7%로부터 올라간 31.0%의 선거 결과는 2010년 총선에서 결과보다 약간 낳았으나 결과는 1921년 만국의 찬성 투표가 소개된 이래 스웨덴 의회에 총선에서 당의 2번째로 최악의 결과였다.
그는 자신의 당과 녹색당으로 이루어진 소수의 연정을 형성할 것이라고 공고하였다. 10월 2일 스웨덴 의회는 뢰벤이 총리가 되는 것을 찬성하였고, 그는 자신의 내각을 옆으로 대고 10월 3일 총리직을 시작하였다. 사회민주당과 녹색당은 가까운 제휴 좌파당이 절제한 동안 뢰벤이 총리가 되는 호의에 투표하였다. 극우 정당 스웨덴 민주당이 상대로 투표한 동안 야당 연합의 당들도 또한 절제하였다.
뢰벤은 또한 정부와 야당 사이에 2대 정당 제휴 동의를 위한 욕망을 표현하였고, 함께 그들은 강화한 협동이 창시할 3개의 분야들에 특색을 이루었다. 3개의 분야들은 연금 제도, 미래의 에너지 개발과 안전·방어 정책이다.

### 국내 정책

#### 2014년 정부 위기
정부는 소수의 연정이고 정부의 예산은 2014년 10월 23일 스웨덴 의회로 소개되었다. 예산에 영향을 주어온 좌파당은 예산을 후원하였다. 비사회주의 연정 연합은 총선에 대비하여 약속한대로 11월 10일 스웨덴 의회로 경쟁의 예산을 소개하였고, 스웨덴 민주당도 또한 그날에 자신들 소유의 예산을 소개하기도 하였다.
스웨덴 의회에 의하면 만약 투표로부터 자신들이 절제하는 예산이 떨어진다면 당들은 자신들의 예산을 후원하는 실행을 한다. 하지만 12월 2일 극우의 스웨덴 민주당은 투표의 첫 판에서 자신들의 예산들이 떨어진 후 그들이 투표의 2판에서 연합의 당들의 예산을 후원하여 의회에서 예산에 다수로 주는 것을 공고하였다.
12월 3일 정부의 예산은 연합의 당들과 스웨덴 민주당에 의하여 부결되었고, 결과로서 뢰벤은 2015년 3월 22일에 열릴 새 선거를 요구할 것이라고 공고하였다.
2014년 12월 22일 스웨덴 의회 안에서 근원들은 정부가 해결을 찾고 새 선거를 피하는 데 연합의 당들과 협상하고 있다는 정보를 누설하였다. 12월 27일 정부와 연합의 당들은 소수의 정부들이 의회를 통하여 6개의 당들이 자신들의 예산을 얻을 수 있는 확신으로 예정된 동의서에 도달한 것을 공고한 공동 기자 회견을 열었다. 12월의 동의서로 더빙된 이 동의서는 뢰벤에 의하여 역사적으로 불리었고, 2018년에 열릴 다음 총선의 결과들의 부주의한 2022년의 총선까지 권력에 있을 것이다. 이어서 뢰벤은 자신이 즉석의 선거를 청하는 데 자신이 더 이상 의지하지 않았다고 공고하였다. 중도 우파의 연합은 2015년 동의서로부터 물러났으나 지속적으로 통치하는 데 소수의 정부를 허용하였다.

#### 2015년 유럽 난민 사태
2015년 난민과 이주자들의 증가하는 수가 수용소를 추구하는 데 유럽 연합으로 여행을 이루기 시작하여, 유럽은 난민 사태에 의하여 타격을 입었고 스웨덴은 15만명 이상의 난민들이 국경을 지나 국가로 들어오는 데 허용하였다.
2015년의 가을 동안 난민들의 환영은 두드러지게 2달에 8천명 이상으로 증가하였고, 중동에서 이슬람 국가들의 날뛰는 테러 단체와 11월 파리에서 일어난 테러 공격에 이어 뢰벤 내각은 스웨덴의 이주 정책으로 혁명적 변화들을 소개하였다. 10월 23일 2당파의 이주 동의서는 내각의 당들과 야당들 사이에 조인되었고, 스웨덴을 통하여 다른 많은 변화들 중에 일시적 거주 허용들, 가족의 재통일을 위한 요구들을 공급과 법률에 의하여 난민들을 받아들이는 데 지방자치제들의 집행이 분배되었다.
11월 12일 내각은 즉시의 효과와 함께 일시적인 국경 통제들을 소개하였다. 내각은 또한 모든 개인적으로 덴마크-스웨덴 국경을 지나는 것을 위한 신분증명서를 확인하는 것과 외레순 다리의 폐쇄를 제안하여 엄격한 비평이 있던 후에 12월 8일 후순을 포기하였다. 12월 17일 스웨덴 의회는 135개의 절제에 상대로 호의에 175개의 투표들과 함께 신분증명서 확인들을 소개하는 데 입법을 통과하였다. 2016년 1월 4일 신분증명서 확인이 소개되었으며, 근거가 확실한 신분증, 면허증 혹은 여권을 보일 수 없는 사람들은 스웨덴으로 들어오는 데 국경을 넘어서는 안되는 의미이다. 12시간 만의 후에 덴마크의 총리 라르스 뢰케 라스무센은 스웨덴의 신분증명서 확인의 결과로서 즉시의 효과와 함께 독일-덴마크 국경을 따라서 덴마크가 일시적인 국경 통제들을 이행할 것이라고 공고하였다.

#### 2017년 국가 안정 위기
2017년 7월 스웨덴 교통 대리점의 전 총재 마리아 오그렌이 국가의 안정을 위협하는 비밀적 정보를 처리한 후, 조사에 들어왔다는 것으로 알려지게 공표되었다. 그 법령은 2015년 비정부적 회사와 함께 IT 서비스의 획득과 함께 연결해서 만들어졌다. 처리된 자료 중에는 원하던 차량, 무장 차량, 전체의 스웨덴 차량 등록, 스웨덴의 회사 비밀, 스웨덴 경찰의 범죄 기록과 혐의 등록부들, 스웨덴의 국내 안정 제도와 스웨덴의 군사 정보부와 안정 서비스 안에 있는 대리들에 관한 정보였다.
그 일이 공표된 지 며칠 후에 뢰벤은 자신이 "교통 대리점에 사고가 있어 왔다."고 말한 7월 24일 기자 회견을 열었다. 책임있는 내각 장관 안나 요한손은 자신이 1월 이래 상황을 깨달아 왔다고 말하였고, 자신에게 일찍이 정보를 주지 않은 것에 자신의 전 국가 대신 에리크 브로만데르에 핑계를 대었다. 내각 장관들 안데르스 위게만과 페터 훌트크비스트는 2016년의 시작 이래 상황을 깨달아 왔다고 보고되었으나 정부의 수뇌에게 정보를 주지 않기로 선택하였다.
스웨덴 야당 안에 있는 모든 당들은 어떤 당들이 뢰벤을 총리로서 대항하는 신임의 투표를 요구하면서 내각 장관들 요한손, 위게만과 훌트크비스트를 사무직으로부터 물러나게 하는 순서에서 그들을 상대로 신임의 투표를 위하여 열었다. 7월 27일의 기자 회견에서 뢰벤은 위게만과 요한손이 사임하면서 정부의 개조를 공고하였다. 그는 또한 사건에 자신이 사임하지 않을 것이라고 진술하기도 하였다.

### 외교 정책

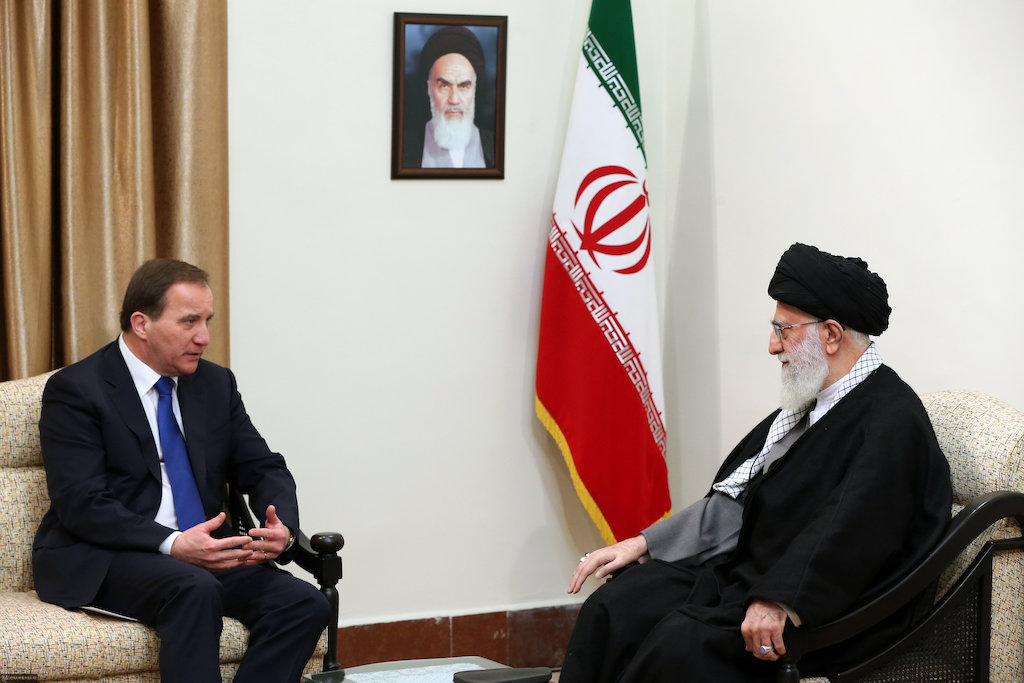
2017년 2월 11일 뢰벤 총리가 이란의 최고 지도자 알리 하메네이와 회담을 가지고 있는 모습

2014년 10월 3일 의회로 소개된 자신의 정책 성명에서 뢰벤은 자신의 정부가 팔레스타인 자치 정부를 승인할 것이라고 말하였다. 10월 30일 외무장관 마르고트 발스트룀을 통하여 정부는 팔레스타인 자치 정부를 공식적으로 승인하기로 결정하였고, 이스라엘과 팔레스타인 자치 정부 사이에 2국 해결을 얻는 데 그것이 단 하나의 해결 방책이라고 말하면서 승인을 설명하였다. 스웨덴은 유럽 연합의 회원 자격을 얻은 후, 유럽 연합 안에서 그렇게 한 첫 국가가 되었다. 이스라엘은 운동이 비숙괴되었다고 불렀고, 승인에 이어 이스라엘 주재 스웨덴 대사 이사크 바크만을 해임하였다. 바크만은 11월 29일 스웨덴으로 귀국하였다. 2015년 12월 뢰벤은 칼로 찌르는 공격들은 국제적 수준에 의하여 테러리즘으로 숙고되지 않는다는 요구에 의하여 이스라엘에서 폭행을 일으켰다. 후에 자신을 되풀이하면 말한 그는 칼로 찌르는 공격들이 이제 어떤 테러 기구들에 의하여 재가된 것으로 알려졌다고 설명하였다.
뢰벤은 유럽 연합과 미국 사이에 대서양 횡단 무역과 투자 협력의 소행된 협상들이 매우 중요하고, 그것이 경영된 무역 동의서가 이행된 스웨덴의 이득에 있다고 말하였다. 하지만, 그는 경영된 무역 동의서는 협상하는 동안에 높은 우선이어야 할 인권 혹은 사회적 상태들을 집합하지 않아야 한다고 말하였다.
2017년 2월 뢰벤은 이란을 방문하여 경제적 관계들을 향상시키기 위해 이란의 최고지도자였던 알리 하메네이와 회담을 가졌다.

## 참고 자료
- 위키미디어 공용에 스테판 뢰벤 관련 미디어 분류가 있습니다.